# George Ardley
George Henry Ardley (1897 – 1927) là một cầu thủ bóng đá người Anh thi đấu ở vị trí wing-half cho Sunderland.